# Emil Belluš

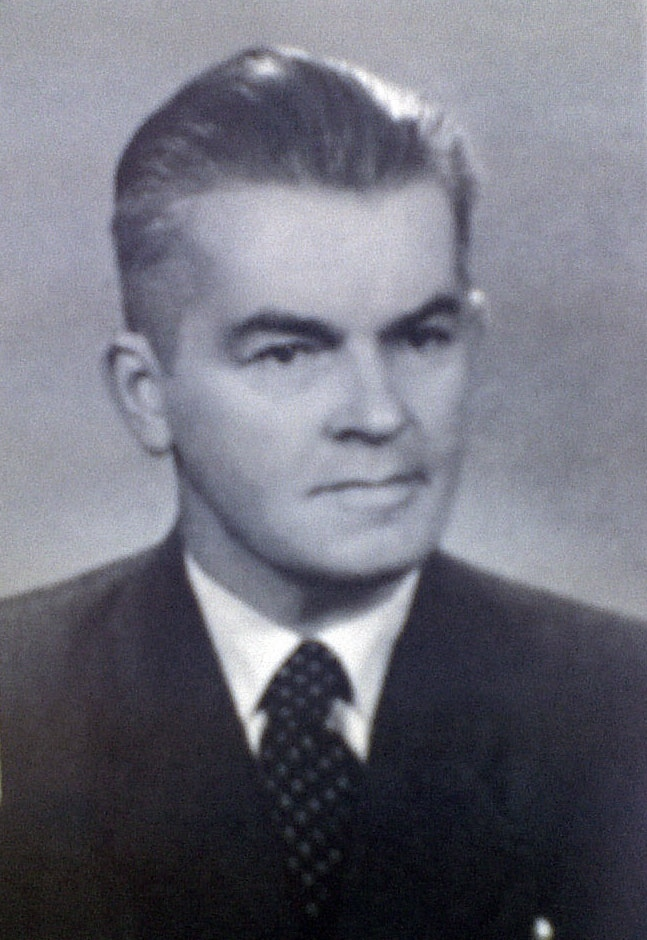
Emil Belluš

Emil Belluš (* 19. September 1899 in Slovenská Ľupča, Österreich-Ungarn; † 14. Dezember 1979 in Bratislava, Tschechoslowakei) war ein slowakischer Architekt und einer der Vertreter des Funktionalismus.

## Leben
Emil Belluš absolvierte ein achtjähriges Gymnasium in Banská Bystrica und wurde mit 18 Jahren in die ungarische Landwehr einberufen. Nach der Entlassung aus dem Wehrdienst im Jahr 1918 begann er seine Studien an der Fakultät der Architektur der Technischen Universität in Budapest, wechselte aber nach der Gründung der Tschechoslowakei in die Fakultät der Architektur der ČVUT in Prag. Seine Karriere als Architekt begann er als Absolvent der ČVUT mit dem Projekt des Volkshauses in Banská Bystrica im Jahr 1924 und gründete 1925 sein Atelier in Bratislava.
Belluš war beteiligt an der Gründung der Slowakischen Technischen Hochschule (heute Slowakische Technische Universität) und lehrte dort von 1939 bis 1970 als Professor. Nach seinem letzten Werk, dem Studentenheim Mladá garda in Bratislava, beschäftigte er sich nur mit Theorie und pädagogischen Tätigkeiten. 1955 wurde er zum Akademiker der Slowakischen Akademie der Wissenschaften und war außerdem Vorsitzender des Architektenbunds der Slowakei sowie des Verbands slowakischer Architekten. 1965 wurde er zum Nationalen Künstler gekürt und erhielt 1974 den slowakischen Dušan-Jurkovič-Preis. Er starb im Alter von 80 Jahren in Bratislava.

## Werke
- Volkshaus, Banská Bystrica (1924)
- Gebäude des Slowakischen Rudervereins, Bratislava (1930)
- Kolonnadenbrücke, Piešťany (1932)
- Post- und Telegraphenamt, Piešťany (1935)
- Automatische Mühle NUPOD, Trnava (1936)
- Neubauten der Zentralgenossenschaft, Bratislava (1934–39)
- Gebäude der Nationalbank (heute Generalanwaltschaft), Bratislava (1936–38)
- Gebäude der Ingenieurkammer, Bratislava (1943)
- Wasserturm, Trnava (1946)
- Pavillon der theoretischen Instituten, heute Fakultät der Architektur der STU, Bratislava (1947)
- Hotel Devín, Bratislava (1948)
- Neues Rathaus, Bratislava (1948)
- Studentenheim Mladá garda, Bratislava (1954)

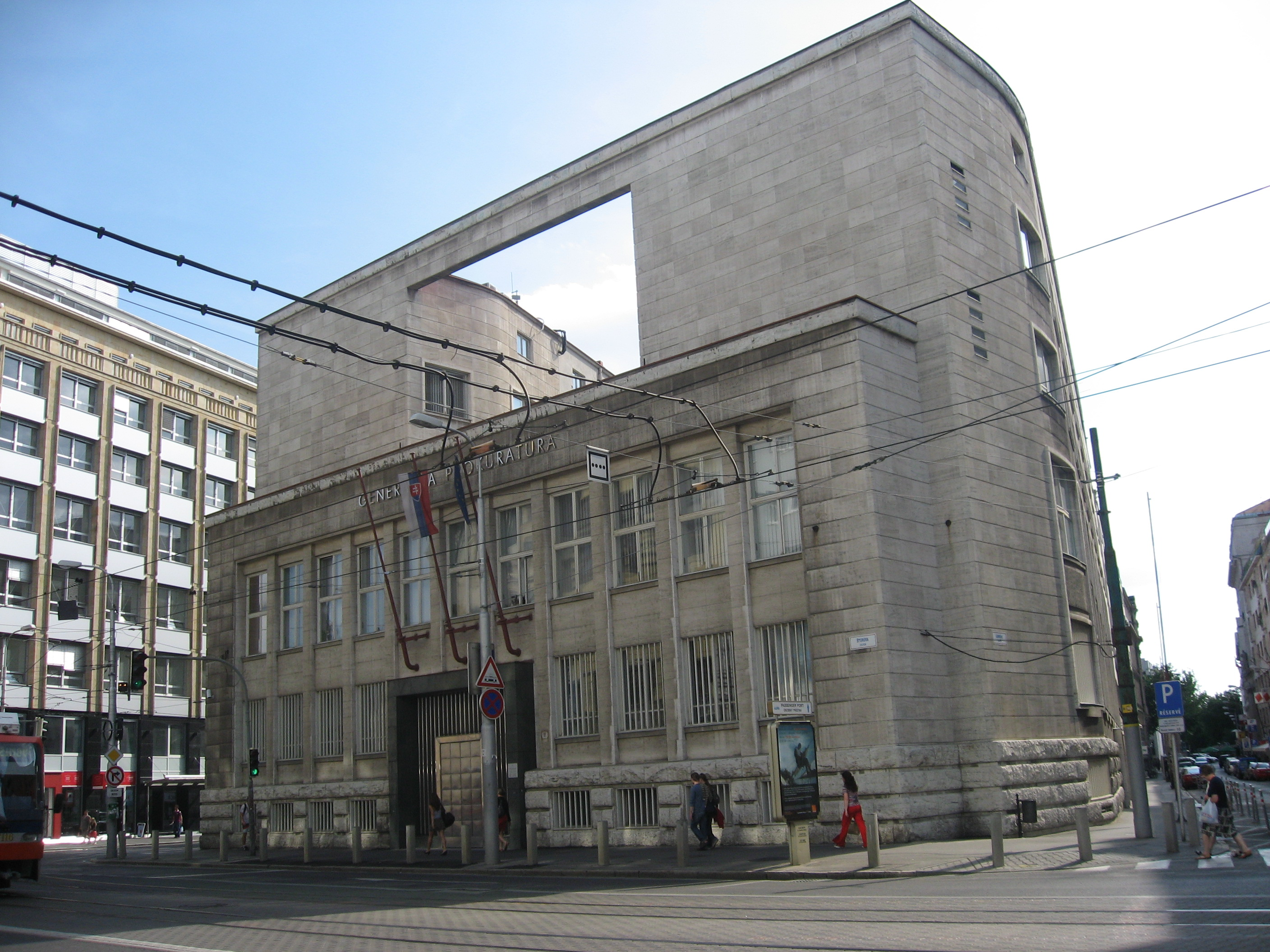
Bratislava – Gebäude des Generalstaatsanwalts
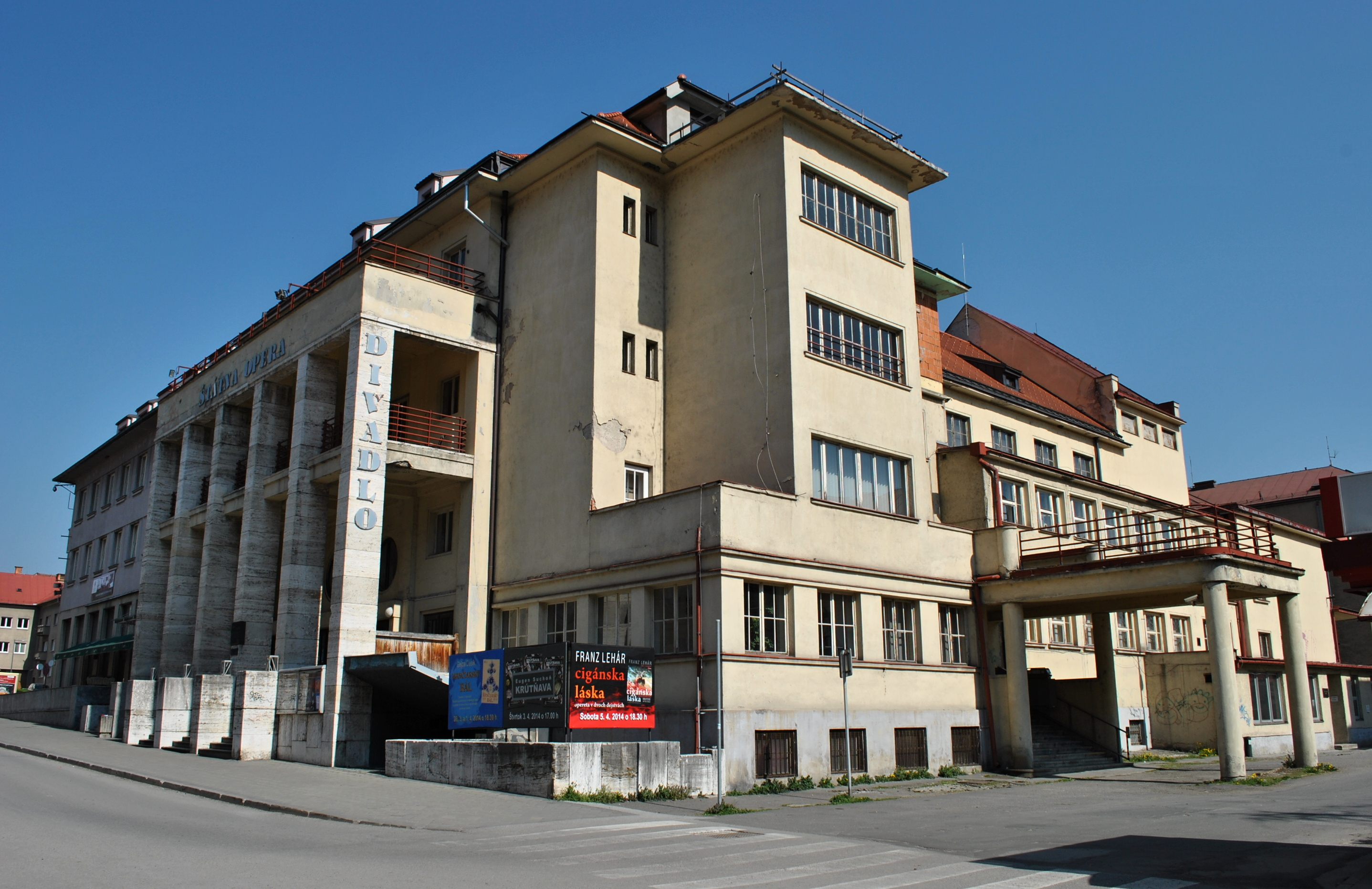
Banská Bystrica – Staatsoper
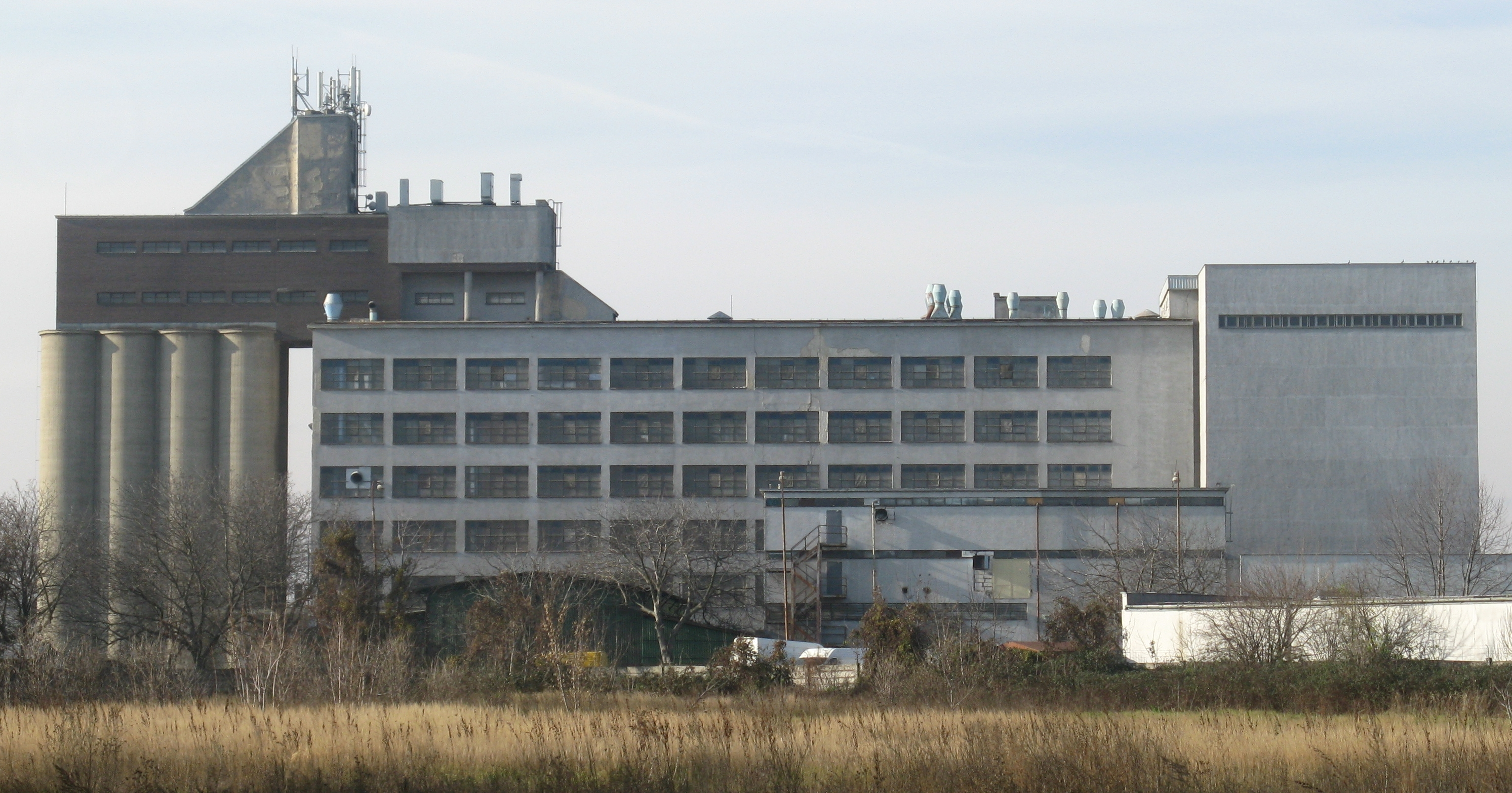
Trnava – Automatisches Mühlenwerk NPUD
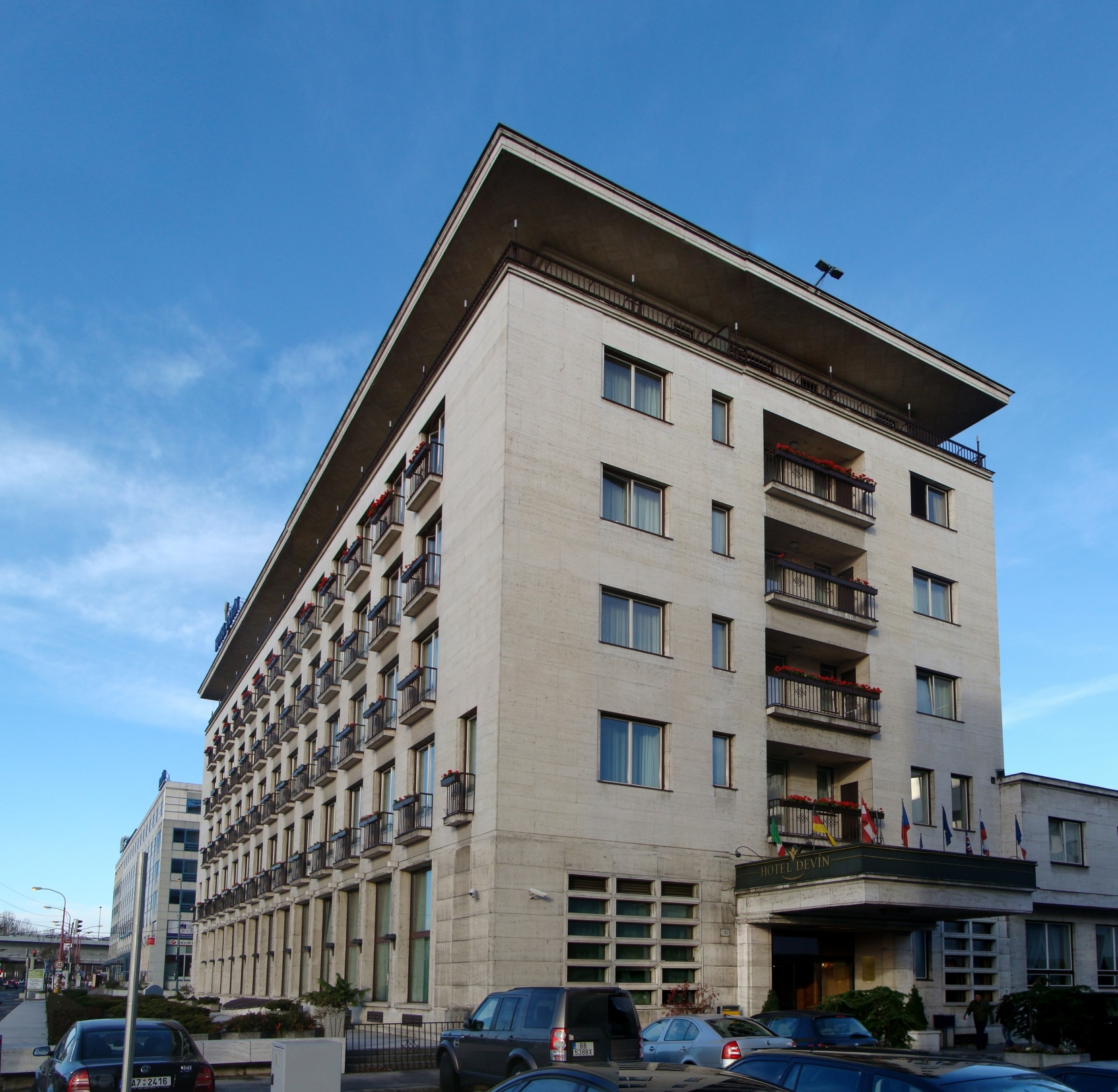
Bratislava – Hotel Devin
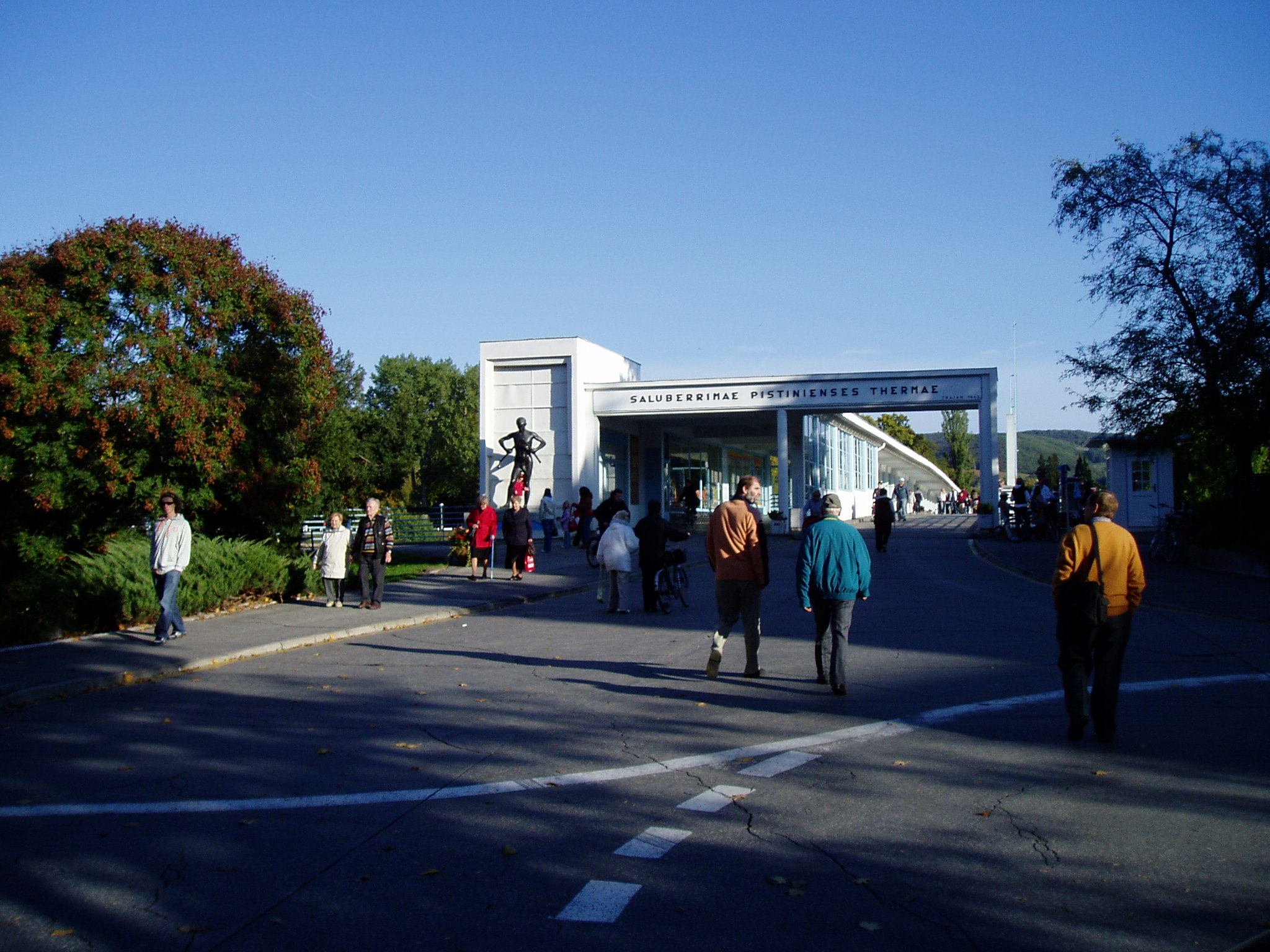
Piešťany – Kolonnadebrücke
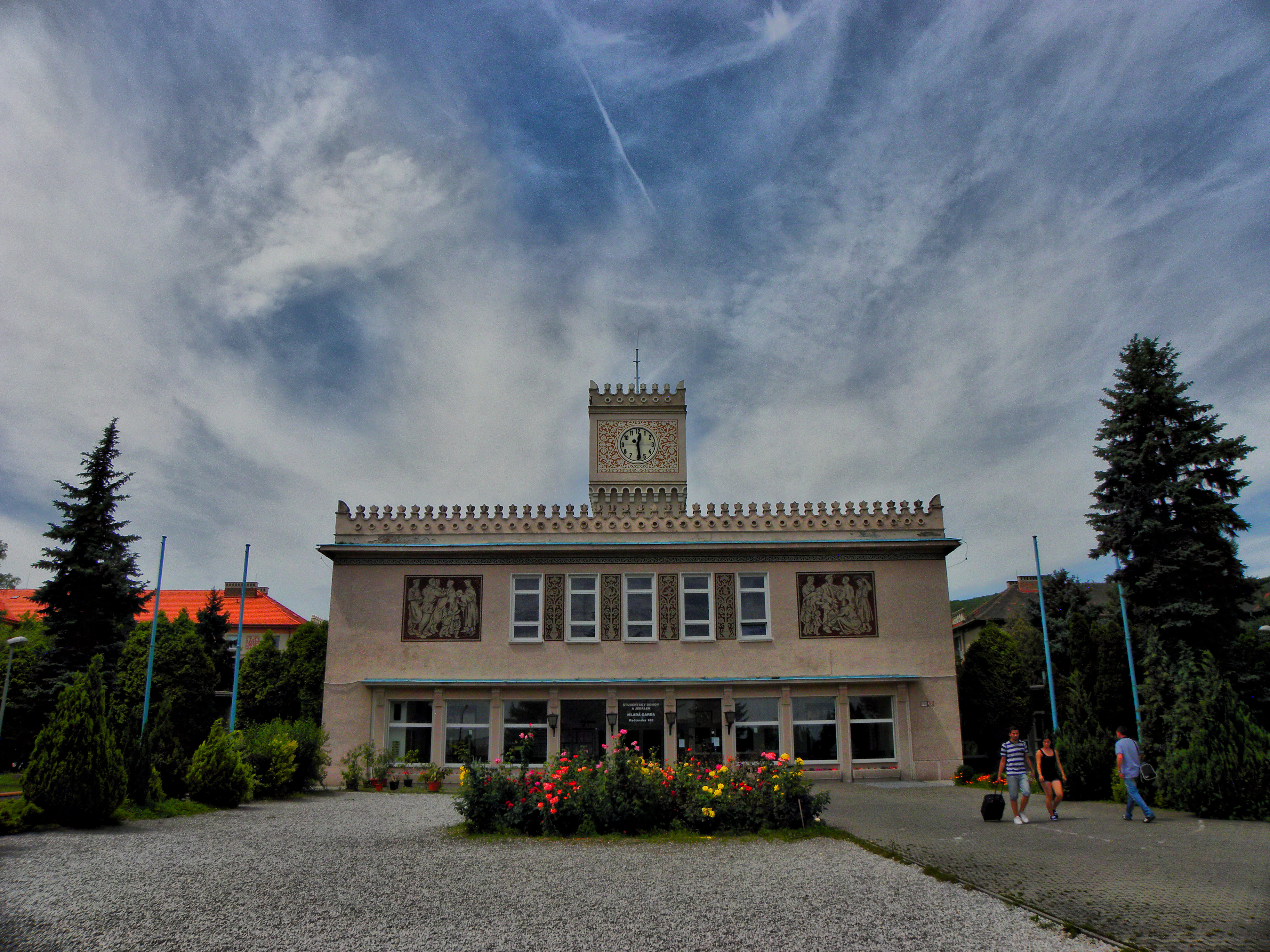
Bratislava – Studentenheim Mladá garda
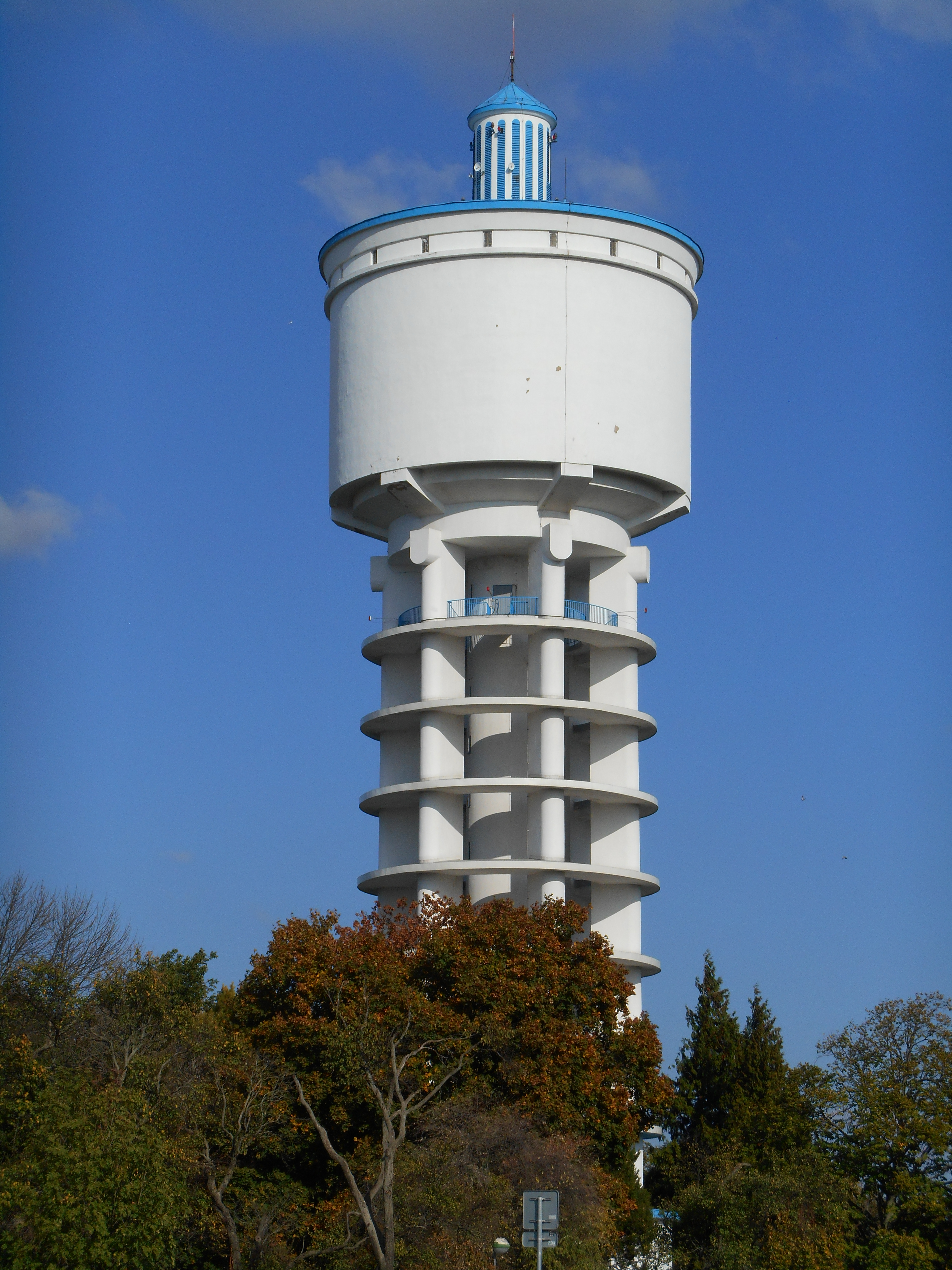
Trnava – Wasserturm
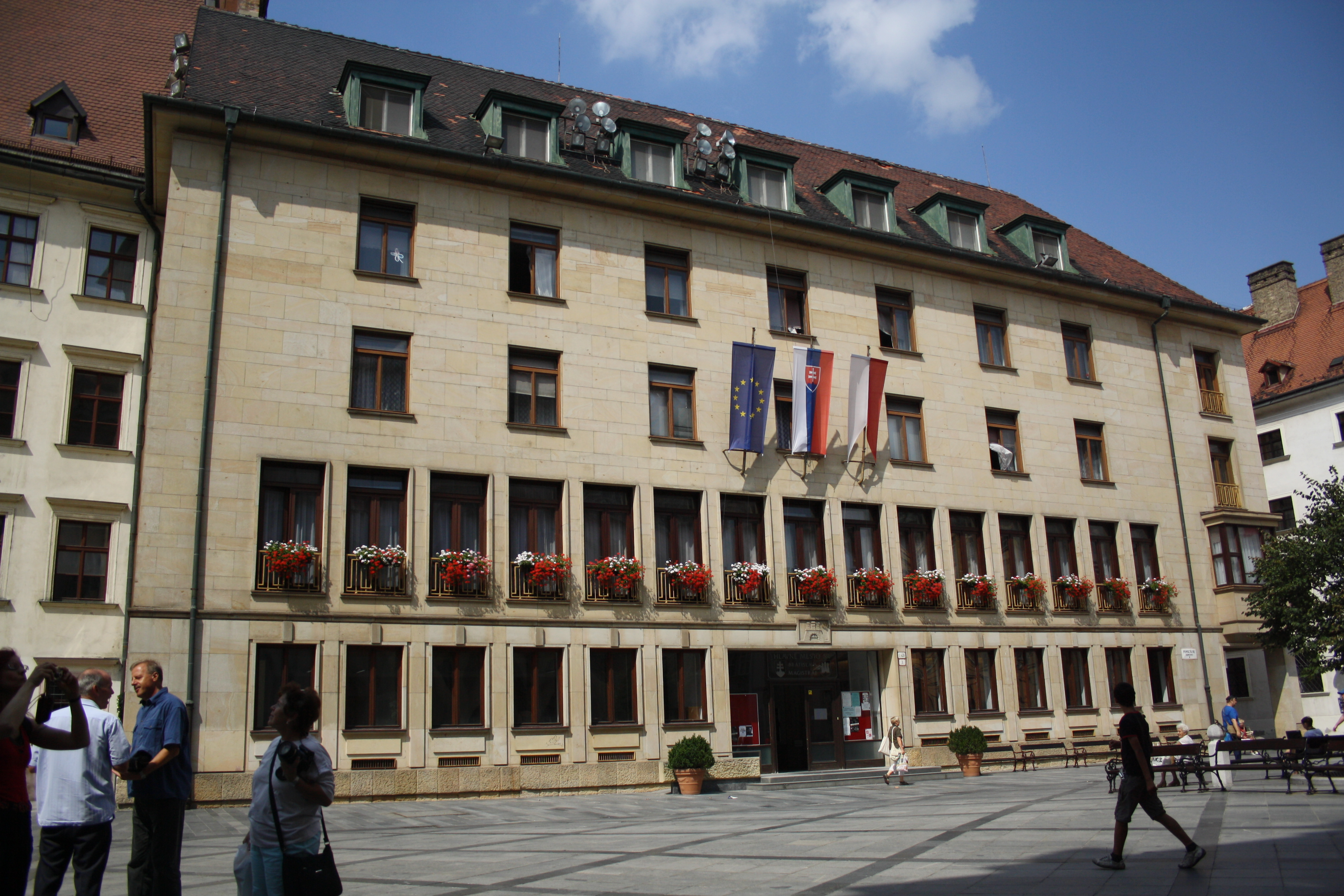
Bratislava – Magistratsgebäude
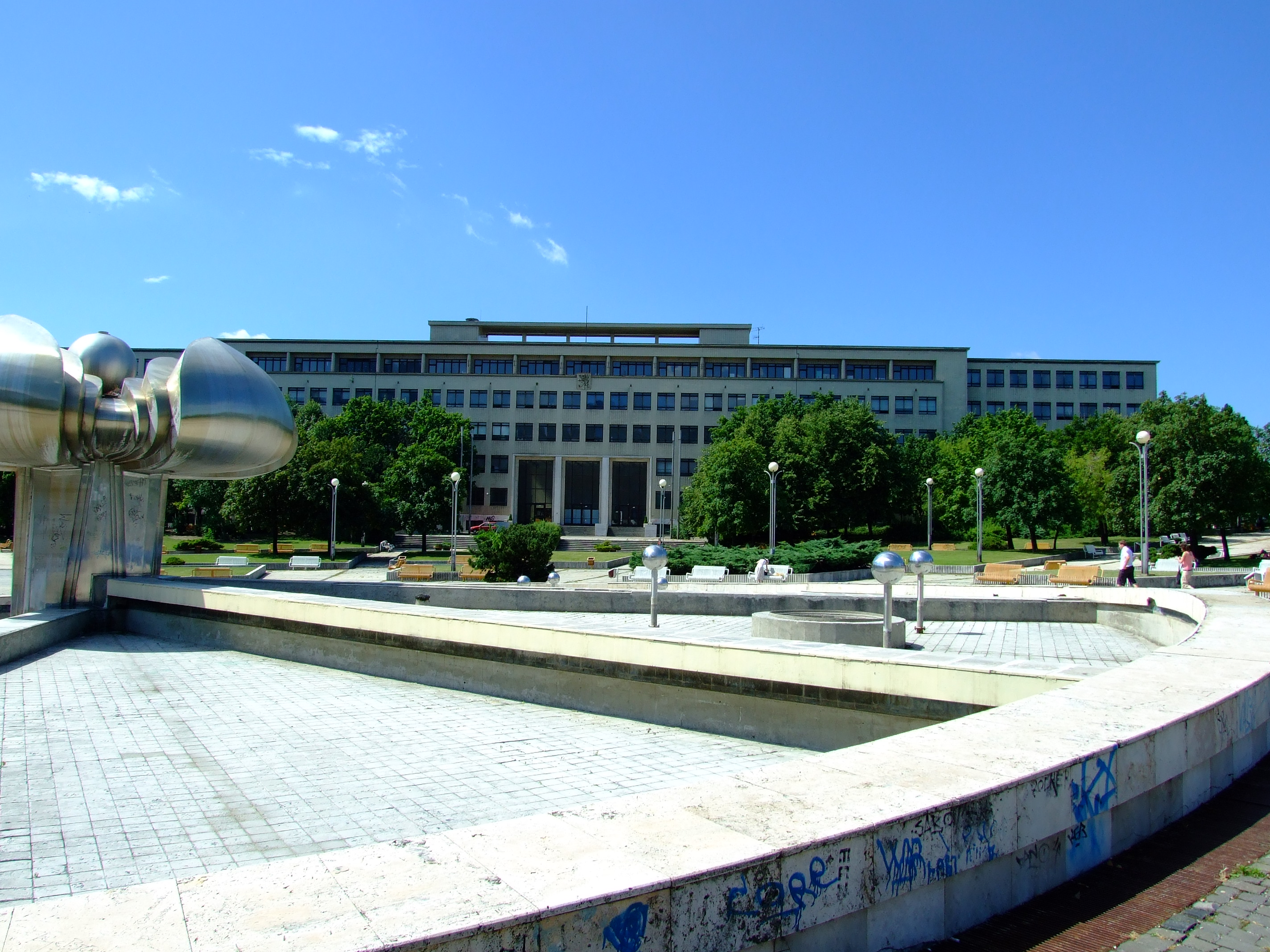
Bratislava – Fakultät für Architektur (Fakulta architektúry STU)